# Гунар Асплунд
Ерик Гунар Асплунд (22 септември 1885 г. – 20 октомври 1940 г.) е шведски архитект.
Най-вече е известен като представител на шведската нео-класическа архитектура през 20-те години на XX век, а през последното десетилетие от живота си като основен поддръжник на модерния стил, който в Швеция достига своя връх на Международната изложба в Стокхолм през 1930 г. Асплунд е професор по архитектура в Кралския технологичен институт от 1931 г.